# Кленчани (Горлицький повіт)
Кленчани (пол. Klęczany) — село в Польщі, у гміні Горлиці Горлицького повіту Малопольського воєводства.
Населення — 788 осіб (2011).
У 1975-1998 роках село належало до Новосондецького воєводства.

## Демографія
Демографічна структура станом на 31 березня 2011 року:
|          | Загалом | Допрацездатний вік | Працездатний вік | Постпрацездатний вік |
| -------- | ------- | ------------------ | ---------------- | -------------------- |
| Чоловіки | 383     | 89                 | 260              | 34                   |
| Жінки    | 405     | 81                 | 243              | 81                   |
| Разом    | 788     | 170                | 503              | 115                  |